# Grenant-lès-Sombernon
Grenant-lès-Sombernon é uma comuna francesa na região administrativa da Borgonha-Franco-Condado, no departamento de Côte-d'Or. Estende-se por uma área de 7,12 km². Em 2010 a comuna tinha 214 habitantes (densidade: 30,1 hab./km²).